# マッケンジー・クラグストン
マッケンジー・ドナルド・クラグストン（Mackenzie Donald Clugston、1950年6月19日 - ）は、カナダの外交官。五度の在日カナダ公館勤務などの約三十年にわたる滞日経験を持つ、知日派カナダ人である。

## 来歴
マッケンジー・クラグストンは、1950年6月19日、兵庫県神戸市で生まれ、幼少期は北海道旭川市で過ごす。5歳で関西に戻り、カナディアン・アカデミーで学び、16歳になるまで神戸で育つ。
1966年カナダに帰国し、トロント大学に入学、1974年までに歴史学と国際政治学の各学部を卒業、1977年にはクイーンズ大学で行政学の修士号を取得した。
1982年、外務・国際貿易省に入省。1985年から97年までのあいだに二度、在日カナダ大使館での勤務となり、広報官ならびに商務官の職責を務める。2000年、在大阪カナダ総領事として赴任し、2003年からはロバート・G・ライト在日加大使のもと、駐日カナダ大使館公使に就任した。2009年から2012年にかけて、インドネシアのジャカルタにて東ティモール民主共和国と東南アジア諸国連合（ASEAN）の両大使を兼ねたカナダ大使として駐箚したのち、2012年9月12日にジョナサン・T・フリードに代わり日本駐在カナダ特命全権大使に任命され、同年12月14日に皇居正殿松の間にて信任状を捧呈した。
2016年5月28日、駐日カナダ大使を退任。
外務・国際貿易省においては、アフリカ南部タスクフォース、国際金融・投資局、対米貿易・経済政策局、国際経済局などの各部局における職務を果たし、1997年に政策顧問として枢密院での出向を経て、改めて外務省に戻り、人事・上級管理局長に就いた。
駐日カナダ大使を退任後は、関西学院大学特別任期制教授およびクロス・カルチュラル・カレッジ長、亀田製菓社外取締役、出光興産社外取締役を歴任。

## 人物
- 幼少期は日本で過ごし、月光仮面を観ていたことがある[2]。
- 母国語の英語のほかに、生まれ育った神戸での日本語、総領事に派遣されるまでに学んだフランス語などの三言語を修得している。

## 家族
- 父親、D.A.クラグストンは宣教師として来日し、1954年から1961年までの間、関西学院大学にて神学部の教授として教職に従事した[8]。
- 既婚者。オーストラリア人妻との間に、日本生まれの息子二人がいる。